# Basler BT-67
Il Basler BT-67 è un aereo multiruolo prodotto a partire dal 1990 dall'americana Basler Turbo Conversions. Conversione del Douglas DC-3, si differenzia dal modello originale principalmente per l'adozione di motori turboelica in sostituzione dei motori radiali.

## Caratteristiche tecniche
Il Basler BT-67 è la conversione di un Douglas DC-3 ottenuta mediante la sostituzione dei due motori radiali con due turboelica Pratt & Whitney Canada PT6A-67R da 1 062 kW dotati di nuove eliche pentapala, l'allungamento della fusoliera aggiungendo davanti alle ali una sezione lunga circa 101 cm, ridisegnando le estremità alari, l'aggiornamento dell'avionica, modifiche all'impianto idraulico e all'impianto combustibile e rinforzando la struttura alare.

## Incidenti
- Il 15 settembre 1994 il BT-67 N96BF di SL Aviation Services è precipitato poco dopo il decollo dall'aeroporto di Lobito dopo essere entrato in stallo, causando la morte dei 2 membri dell'equipaggio.[6]
- Il 15 marzo 1997 il BT-67 TZ-389 della Force aérienne de la République du Mali è entrato in collisione con un Beechcraft A36 Bonanza pilotato da Warren Basler, fondatore e CEO di Basler Turbo Conversions, nei cieli di Newton, Wisconsin, durante il volo di consegna con il Beechcraft che veniva impiegato per fotografare il nuovo BT-67. Entrambi gli aerei sono precipitati causando la morte dei 2 occupanti del BT-67 e dei 2 del Bonanza.[7]
- Il 2 settembre 2000 la cannoniera volante della Fuerza Aérea Colombiana registrata FAC-1659 si è schiantata contro il Cerro Montezuma durante una missione di supporto aereo, provocando la morte di tutti i 7 occupanti.[8]
- Il 18 febbraio 2009 il BT-67 della Fuerza Aérea Colombiana registrato FAC-1670 si è schiantato al suolo a 8 km dalla base aerea Capitán Germán Olano nel Dipartimento di Cundinamarca durante un volo di addestramento, uccidendo i 5 occupanti.[9]

## Utilizzatori

### Civili
Canada
- Enterprise Aviation[10]
- Kenn Borek Air[11]
- North Star Air[12]

 Regno Unito
- Bell Geospace

3 in servizio.
 Spagna
- Xcalibur Multiphysics[14]

 Stati Uniti
- Airtec[15]
- Antarctic Logistics & Expeditions[16]
- Missionary Flights International[17]
- Samaritan's Purse

1 BT-67 acquistato nel 2001.

### Governativi
Australia
- Australian Antarctic Division[19]

 Cina
- Polar Research Institute of China

1 BT-67 acquistato nel 2011.
 Colombia
- Policía Nacional de Colombia[21]

 Germania
- Istituto Alfred Wegener per la ricerca marina e polare

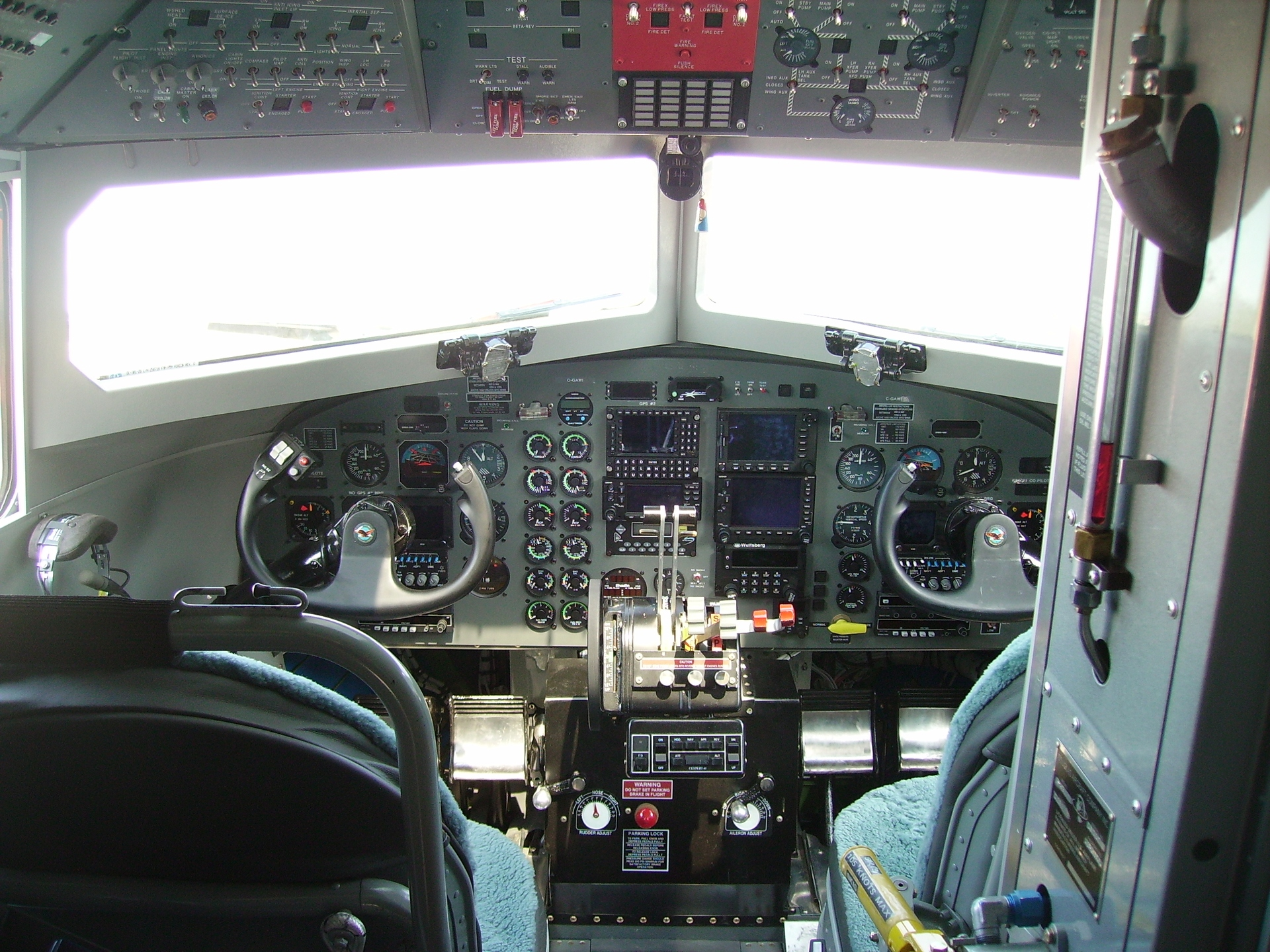
Cabina di pilotaggio di un BT-67

2 in servizio.

### Militari
Argentina
- Fuerza Aérea Argentina

Il 18 aprile 2024 il Dipartimento di Stato americano ha autorizzato l'Argentina all'acquisto di 2 BT-67, aerei che saranno utilizzati per i voli in Antartide.
 Colombia
- Fuerza Aérea Colombiana

10 Douglas AC-47 Spooky consegnati a partire dal 1993 e denominati AC-47T Fantasmas, di cui 8 convertiti da Basler tra gli anni '90 e 2000. 6 in servizio nel 2021.
 El Salvador
- Fuerza Aérea Salvadoreña

4 BT-67 consegnati nei primi anni '90, l'ultimo esemplare in servizio è andato perso in un incidente il 24 ottobre 2019.
 Guatemala
- Fuerza Aérea Guatemalteca

1 in servizio nel 2021 su 6 esemplari consegnati.
 Mali
- Force aérienne de la République du Mali

1 BT-67 consegnato.
 Mauritania
- Force aérienne de la République Islamique de Mauritanie

1 BT-67 consegnato.
 Thailandia
- Kongthap Akat Thai

8 in servizio nel 2021.